# 异重担菌属
异重担菌属（学名：Heterorepetobasidium）是木耳目下的一个属。

## 下属物种
本属包括以下物种：
- 椭圆异重担菌 Heterorepetobasidium ellipsoideum Oberw. & Chee J.Chen
- 亚球孢异重担菌 Heterorepetobasidium subglobosum Chee J.Chen & Oberw.